# Il pistolero (film 1914)
Il pistolero (The Gunman) è un cortometraggio muto del 1914 diretto da Christy Cabanne. Prodotto dalla Reliance Film Company su un soggetto di George Pattullo, aveva come interpreti Eugene Pallette, Miriam Cooper, Sam De Grasse, Ralph Lewis.

## Trama
Il proprietario del Pitchfork Ranch, dopo avere scoperto che molti dei bovini sono stati spariti, incarica Thorne, il suo caposquadra di recuperarli, altrimenti lo minaccia di perdere il lavoro. Thorne assume un pistolero, Bass, al quale indica come colpevole Tom Farrell, il fidanzato di sua sorella Mattie. Bass scopre che Tom è un bravo ragazzo e che il vero ladro è proprio Thorne. Alla fine, Bass costringe Thorne, minacciandolo con la armi, ad acconsentire al matrimonio di cui il pistolero sarà il testimone.

## Produzione
Il film fu prodotto dalla Reliance Film Company.

## Distribuzione
Distribuito dalla Mutual, il film - un cortometraggio in due bobine - uscì nelle sale statunitensi il 1º agosto 1914. In Italia, uscì con il titolo Il pistolero.